# Kroatië op het Junior Eurovisiesongfestival
Kroatië nam tussen 2003 en 2014 vijf keer deel aan het Junior Eurovisiesongfestival.

## Geschiedenis
Kroatië was een van de landen die debuteerden op het allereerste Junior Eurovisiesongfestival in 2003. Bij die eerste deelname werden de Kroaten vertegenwoordigd door de elfjarige Dino Jelušić en zijn liedje Ti si moja prva ljubav. Tijdens de puntentelling streed Kroatië samen met Spanje om de zege. Uiteindelijk wist Dino het eerste Junior Eurovisiesongfestival te winnen met 134 punten.
Waar het grote Eurovisiesongfestival de traditie kent dat het plaatsvindt in het winnende land van het jaar ervoor, wordt deze regel niet altijd toegepast bij de junior-variant. In plaats van Kroatië werd het Verenigd Koninkrijk aangewezen als gastland voor het Junior Eurovisiesongfestival 2004. Toen echter bleek dat de Britse omroep ITV niet over de financiële middelen beschikte om het festival te organiseren, werden de Kroaten door de EBU alsnog benaderd om op te treden als gastheer. Kroatië nam de opdracht aan, maar al snel ontstonden problemen toen bleek dat de hal waar het evenement moest gaan plaatsvinden niet beschikbaar was. Hierdoor moest het festival uiteindelijk uitwijken naar de Noorse stad Lillehammer. Daar trad Kroatië aan met Nika Turković, die met het liedje Hej mali de derde plaats behaalde. 
In 2005 werd de zus van winnaar Dino Jelusić, Lorena, gekozen om voor Kroatië naar het Junior Eurovisiesongfestival te gaan. Met het liedje Rock baby eindigde ze op een teleurstellende twaalfde plaats. Ook het jaar hierop, in 2006, scoorde de Kroatische inzending matig, toen Mateo Đido en zijn liedje Lea niet verder kwamen dan de tiende plaats.
In 2007 stelde Kroatië zich kandidaat om het Junior Eurovisiesongfestival van dat jaar te organiseren. Het evenement werd echter binnengehaald door Rotterdam. Vanwege financiële moeilijkheden en problemen om de show live uit te zenden, zagen de Kroaten zich uiteindelijk genoodzaakt geheel van deelname af te zien. Het land kwam pas terug naar de wedstrijd in 2014, na zeven jaar afwezigheid. De Amerikaans-Kroatische zangeres Josie trad aan met het liedje Game over, maar zorgde voor een grote teleurstelling door op de laatste plaats te eindigen. Ze kreeg slechts 13 punten, waarvan er twaalf van de standaardpunten kwamen en één uit San Marino. Nooit eerder behaalde een inzending op het Junior Eurovisiesongfestival zo weinig punten. Sinds dit slechte resultaat is Kroatië jarenlang niet meer op het festival verschenen.
In 2025 zal Kroatië, na elf jaar, weer deelnemen aan het festival.

## Lijst van Kroatische deelnemers
| Jaar | Artiest        | Lied                   | Plaats | Punten | Taal                |
| ---- | -------------- | ---------------------- | ------ | ------ | ------------------- |
| 2003 | Dino Jelušić   | Ti si moja prva ljubav | 1      | 134    | Kroatisch           |
| 2004 | Nika Turković  | Hej mali               | 3      | 126    | Kroatisch           |
| 2005 | Lorena Jelušić | Rock baby              | 12     | 36     | Kroatisch           |
| 2006 | Mateo Đido     | Lea                    | 10     | 50     | Kroatisch           |
| 2014 | Josie          | Game over              | 16     | 13     | Kroatisch en Engels |
| 2025 | Marino Vrgoč   |                        |        |        |                     |

| Kleur | Betekenis      |
| ----- | -------------- |
|       | Eerste plaats  |
|       | Tweede plaats  |
|       | Derde plaats   |
|       | Laatste plaats |
|       | Gastland       |

## Gegeven en gekregen punten
| Plaats | Land            | Punten |
| ------ | --------------- | ------ |
| 1      | Wit-Rusland     | 32     |
| 2      | Spanje          | 28     |
| 3      | Griekenland     | 22     |
| 3      | Noord-Macedonië | 22     |
| 5      | België          | 19     |

| Plaats | Land                | Punten |
| ------ | ------------------- | ------ |
| 1      | Noord-Macedonië     | 44     |
| 2      | Nederland           | 26     |
| 3      | Noorwegen           | 25     |
| 3      | Zweden              | 25     |
| 5      | Verenigd Koninkrijk | 20     |

## Twaalf punten
(Een vetgedrukte editie betekent dat het land die editie won.)
| Aantal | Land        | Edities |
| ------ | ----------- | ------- |
| 1      | Bulgarije   | 2014    |
| 1      | Griekenland | 2005    |
| 1      | Rusland     | 2006    |
| 1      | Spanje      | 2004    |
| 1      | Wit-Rusland | 2003    |

| Aantal | Land                | Edities          |
| ------ | ------------------- | ---------------- |
| 3      | Noord-Macedonië     | 2003, 2004, 2006 |
| 1      | Noorwegen           | 2003             |
| 1      | Roemenië            | 2003             |
| 1      | Verenigd Koninkrijk | 2004             |

2003 · 2004 · 2005 · 2006 · 2007-2013 · 2014 · 2015-2024